# 匈牙利历史

匈牙利王國盾章，也是現今匈牙利國徽

現代的匈牙利共和国是位于欧洲中部的内陆国。

## 舊石器時代至羅馬帝國佔領前
在匈牙利的薩瓦爾發現了舊石器時代先民遺址，之後直至羅馬帝國管治前，匈牙利陸續有不同族羣定居

## 早期（羅馬帝國時期至895年）

### 罗马行省（前12－430）與匈人帝國（433－453）
罗马帝国时期，匈牙利是潘诺尼亚行省，罗马帝国灭亡后，各民族陆续迁移到这里。首先到来的是匈人，在阿提拉的领导下，他们建立了强大的匈人帝國。匈牙利这个名字可能来源于此，但也有很多学者认为应该来自属于突厥的欧诺古尔（Onogur）人。

### 日耳曼（454－568）與阿瓦尔（568－805）
在匈人帝国解体后日耳曼部落统治了这里将近100年，接踵而来的是阿瓦尔人，在他们近200年的统治下，斯拉夫民族开始渗入。

### 斯拉夫（806－894）

#### 摩拉维亚（882－894）
摩拉维亚人、保加尔人、波兰人和克罗地亚人都曾经企图推翻阿瓦尔人，但直到查理曼才成功的将其击败。查理曼死后，东法兰克王国逐步衰落，形势对斯拉夫人的崛起有利，大摩拉维亚领袖斯瓦托普鲁克雄心勃勃地企图建立大摩拉维亚公国，但是东方游牧民族马扎尔人的到来结束了这一地区的纷争。

## 中期（895－1526）

### 阿爾帕德王朝（895－1301）

#### 公國（895－1000）
當時馬扎爾人游牧部落从乌拉山西麓和伏尔加河湾一带向西迁徙，896年在多瑙河盆地潘诺尼亚平原定居下来。传说當時7個馬札爾人部落與3個可薩人部落組合成一個聯盟，之後匈牙利王國逐漸成形。第一個朝代是阿爾帕德大公所建立的阿尔帕德王朝。

#### 王國（1000－1301）
1000年，匈牙利大公伊什特万一世在匈牙利推行天主教，并獲天主教教宗加冕成为匈牙利第一位国王。

##### 蒙古入侵（1241－1242）
匈牙利早期的历史同波兰和波希米亚密切相关，也同时受到教皇和神圣罗马帝国皇帝影响。其间在1241年到1242年蒙古金帐汗国的攻击下，匈牙利曾经遭到沉重打击。

### 安茹-西西里王朝（1301－1386）
當安茹的卡洛伊一世於1308年登基為匈牙利國王之後，逐渐地，其子拉約什大帝統治下的匈牙利，成长为中、東欧一个强大独立的王国，她既有鲜明的文化特色，又同西欧其它文明联系密切。

### 匈雅提王朝（1458－1490）
當民族英雄匈雅提·亞諾什於1456年貝爾格勒之圍擊退鄂圖曼帝國之後（亞諾什於三周後病逝），其子匈雅提·马加什于1458年被選為國王，统治匈牙利到1490年。馬家什进一步加强了匈牙利国力和政府的权威，成為僅次於鄂圖曼土耳其的東歐第二強國。在他的统治下，匈牙利（特别是北部，现在归属斯洛伐克的一部分地区）成为文艺复兴时期欧洲的一个艺术文化中心，代表建築與文化中心是其一手打造的科爾文納圖書館。而匈牙利文化也影响了周边国家，例如波兰立陶宛联邦。波兰、波希米亞和匈牙利曾经在1335年组成过维谢格拉德集团（但聯盟很快就鬆散化而實質解散）；1991年波兰、匈牙利、捷克和斯洛伐克四国結成的同盟也沿用這名字。

### 亞蓋隆王朝（1490－1526）
1490年強大的馬加什一世死後，因為缺乏合法子嗣，匈牙利貴族迎立波希米亞國王乌拉斯洛二世兼任匈牙利國王，匈牙利進入外強中乾的雅蓋隆王朝時期（只維持36年）。

## 近代（1526－1914）

### 國土三分與哈布斯堡王朝

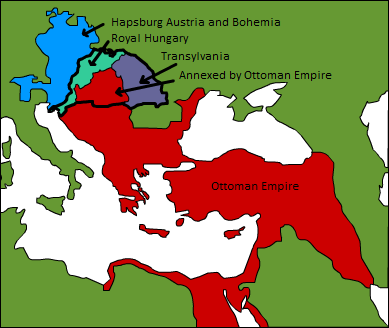
1526年後匈牙利領土的瓜分
皇家匈牙利
外西凡尼亚
奥斯曼帝国
哈布斯堡奧地利

1526年鄂圖曼帝國入侵，於第一次摩哈赤戰役大敗匈牙利國王拉約什二世，導致拉約什死亡與匈牙利解体，分裂成三個部分。東部的外西凡尼亞自立為东匈牙利王国（後改稱外西凡尼亞公國），南部依附于鄂圖曼，西部则依附于奥地利哈布斯堡王朝，成為哈布斯堡君主國的一部分。奧地利在1683年維也納之戰後，成功地反攻鄂圖曼帝國；1699年开始，匈牙利全境由哈布斯堡王朝统治，但自主性強的馬札爾貴族仍不時反抗，一直到1740年瑪麗亞·特蕾莎成為匈牙利女王之後，匈牙利貴族因為獲得強大的自主兼自治權，才心悅誠服地效忠哈布斯堡。

### 匈牙利革命（1848）
1848年3月15日匈牙利首都佩斯举行起义，爆发了科苏特·拉约什领导的1848年革命。1849年4月匈国会通过独立宣言，建立匈牙利共和国，但不久被奥地利和沙俄军队所扼杀。1852年由弗朗茨·约瑟夫皇帝任命的奧地利帝國首相巴赫，開始了被稱為「巴赫專制」的鐵腕治國。他認為匈牙利既然在之前已公開反叛，今後不必再有所顧慮，可以放手施壓。奧政府把匈牙利看作一個軍事占領區，另建臨時性行政體系，由維也納直接管轄。於是，大批奧地利和捷克的官僚們湧進，接替了原來匈牙利政府官員們的職位，原有的憲政權力一律停止，實施高壓統治。
1859年奧國在薩奧戰爭的失敗，震動了皇帝弗朗茨·约瑟夫與整個帝國。皇帝自1860年起改弦更張，放棄原有的
專制政策。1860年-1861年間，連頒詔令，恢復匈牙利之議會制度。但匈牙利自由分子在费伦茨·戴阿克的領導下，仍堅持1848年憲法之立場，主張匈牙利並非奧地利屬地，皇帝反對此見，乃將議會解散，但仍於1860年的《十月憲章》保障匈牙利人民的部分權利與自由。

### 折衷方案（1867）
1867年匈牙利与奥地利帝國組成奥匈帝国，出現所謂「1867年奥地利-匈牙利折衷方案」，匈牙利的民族意志獲得極大的滿足。但是好戰的馬札爾人一心想往巴爾幹半島擴張，意圖統治更多的南部斯拉夫民族，最終促成1914年一次世界大戰的爆發。

## 現代（1914年至今）

### 一戰後的匈牙利王國
第一次世界大戰後奧匈帝國解體，1919年3月建立匈牙利苏维埃共和国，同年8月被以霍尔西为首的军隊推翻，恢复了君主立宪的匈牙利王國。1920年戰敗國匈牙利與協約國簽定特里亞農條約，喪失了72%的領土和64%的人口。1941年，匈牙利加入德─意─日轴心国集团，1944年德军占领匈牙利。

### 二戰後的社会主义政權
1945年4月，匈牙利人民在苏联红军帮助下全境解放。1946年2月1日宣布廢除君主制，成立匈牙利共和国。1949年通过宪法，改称为匈牙利人民共和国。1949年8月20日宣布成立匈牙利人民共和国。1956年10月爆发匈牙利十月事件。

### 现代
1989年10月23日，改国名为匈牙利共和国。
2004年，加入歐盟。
2006年4月9日，国民议会选举举行，社会党、青年民主者联盟、自由民主战士联盟和民主论坛通过初选。4月23日，国民议会选举第二轮投票进行。社会党共赢得国民议会386个席位中的186席，青民盟获得164席，自民盟获得18席，民主论坛获得11席，其余7席由联合候选人和独立候选人获得。6月9日，以久尔恰尼·费伦茨为总理的新政府宣誓就职，由社会党和自民盟联合执政。
2007年12月21日成為申根公約會員國。
2012年起新宪法实施，国名改为匈牙利。

## 外部連結
- 關於匈牙利-歷史